# Máximo Tajes
Máximo Tajes (Canelones, 23 novembre 1852 – Montevideo, 21 novembre 1912) è stato un politico uruguaiano.
È stato Presidente dell'Uruguay dal 18 novembre 1886 al 1º marzo 1890.